# Lucky (bài hát của Jason Mraz)
"Lucky" là một được ca khúc trình bày bởi Jason Mraz và Colbie Caillat. Đây là đĩa đơn thứ ba của Mraz trích từ album phòng thu We Sing. We Dance. We Steal Things. được phát hành vào năm 2008. Bài hát có những diễn biến đáng kể tại bảng xếp hạng Billboard cũng như nhiều bảng xếp hạng khác trên toàn thế giới. Bài hát này sau đó đoạt giải Grammy cho Hợp tác giọng pop xuất sắc nhất tại mùa giải Grammy lần thứ 52.
Một phiên bản tiếng Tây Ban Nha của bài hát này mang tên "Suerte" được thu âm bởi nữ ca sĩ người Mexico Ximena Sariñana, có mặt trong phiên bản tái bản của album này tại khu vực Mỹ Latinh và tại Tây Ban Nha. Mraz và Lil Wayne cũng thực hiện một bản phối lại cho ca khúc "Lucky" và sau đó được phát hành thông qua trạm truyền thanh Z100. Brooke Elliott thể hiện một phiên bản karaoke cho bài hát này trong tập phim phát sóng năm 2009 của Drop Dead Diva. Dianna Agron và Chord Overstreet thể hiện lại ca khúc này trong một tập phim được phát sóng năm 2010 của loạt phim Glee.

## Bối cảnh thực hiện và trình diễn trực tiếp
Mraz trở nên hâm mộ Caillat sau khi được nghe đến âm nhạc của cô trên trang mạng xã hội MySpace. Anh gọi cô để biết nếu cô muốn sáng tác và hát cùng anh hay không. Trong một buổi phỏng vấn trên VH1, Mraz khẳng định rằng anh "chơi một trò chơi sáng tác" cùng các bạn của mình để xem phần ca từ của bài hát sẽ đi đến đâu. Mraz và Caillat trình diễn bài hát này trên chương trình Saturday Night Live vào ngày 31 tháng 1 năm 2009. Họ trình diễn nó lần nữa trên chương trình The Ellen DeGeneres Show vào tháng 2.

## Diễn biến trên các bảng xếp hạng
"Lucky" có cú mở đầu tại Billboard Hot 100 ở vị trí 96 trong ấn bản phát hành 31 tháng 1 năm 2009. Cùng tuần đó, bài hát đạt vị trí 84 trên bảng xếp hạng Pop 100 và sau đó đạt tới vị trí 48. Bài hát cũng xuất hiện trên Dutch Top 40 và Canadian Hot 100 lần lượt ở các vị trí thứ 27 và 70, sau đó đạt tới các vị trí lần lượt ở thứ 8 và 56. Nó cũng đứng vị trí 34 tại bảng xếp hạng Swiss Singles Chart nhưng bắt đầu đi xuống trong những tuần tiếp theo.

## Video ca nhạc

Jason Mraz trong video ca nhạc "Lucky."

Video của bài hát được quay tại Praha, Cộng hòa Séc và được phát hành vào ngày 16 tháng 1, năm 2009. Trong video. Mraz và Caillat không được quay ở cũng một nơi. Đoạn video dựa theo nội dung của bài hát, kết hợp với việc Mraz và Caillat hát điệp khúc của bài hát.
Đoạn video bắt đầu với cảnh trung tâm một thành phố. Mraz dường như chuẩn bị gặp ai đó còn Caillat thì đang ở một bờ biển và ngồi tại đó khi bài hát bắt đầu. Mraz sẵn sàng ra ngoài phố và Colbie vẫn tiếp tục hát và đi bộ dọc theo bờ biển cùng với một chiếc khăn choàng cổ. Mraz và Colbie hát cùng nhau ở những nơi khác nhau. Đoạn video tiếp tục cận cảnh một chiếc xe hơi và Mraz cuối cùng đã đến Old Town Square tại Praha và đứng trước tượng Jan Hus Memorial. Cuối đoạn video, cả Mraz và Colbie quay lại và dường như đang nhìn nhau mặc dù cả hai đang ở rất xa nhau.

## Xếp hạng
| Bảng xếp hạng (2008/2009)                | Vị trí cao nhất |
| ---------------------------------------- | --------------- |
| Austrian Singles Chart                   | 44              |
| Belgian Ultratip (Flanders)              | 5               |
| Belgian Ultratop 50 (Wallonia)           | 12              |
| Canada (Canadian Hot 100)                | 56              |
| Czech IFPI Radio Top 100                 | 62              |
| German Singles Chart                     | 22              |
| Netherlands (Dutch Top 40)               | 8               |
| South Korea International Singles (Gaon) | 24              |
| Spanish Singles Chart                    | 43              |
| Swiss Singles Chart                      | 21              |
| UK Singles Chart                         | 149             |
| US Billboard Hot 100                     | 48              |
| US Billboard Adult Pop Songs             | 9               |
| US Billboard Adult Contemporary          | 10              |
| US Billboard Jazz Songs                  | 24              |

| Bảng xếp hạng (2009) | Thứ hạng cao nhất |
| -------------------- | ----------------- |
| Swiss Singles Chart  | 69                |